# Borismene
Borismene é um género botânico pertencente à família Menispermaceae.

## Espécies
- Borismene japurensis (Mart.) Barneby, 1972

1. ↑  «Borismene — World Flora Online». www.worldfloraonline.org. Consultado em 19 de agosto de 2020